# Hi High
«Hi High» — пісня південнокорейського жіночого гурту Loona, випущена 20 серпня 2018 року як головний трек з дебютного мініальбому гурту [+ +] лейблом Blockberry Creative. Це другий сингл, випущений Loona у повному складі з 12 учасниць.

## Історія та випуск
17 серпня 2018 року вийшов тизер кліпу на пісню, в якому учасниці Loona біжать кудись назустріч. Напередодні випуску альбому також були оприлюднені різноманітні тизерні зображення. 20 серпня мініальбом [+ +] було випущено разом з синглом «Hi High» як головний треу.

## Композиція та текст
Текст пісні написали Джейден Чон та GDLO і Хван Хьон з MonoTree. Музику створили Маю Вакісака та GDLO MonoTree і Хван Хьон з MonoTree. За словами Loona, «Hi High» має подвійне значення: привітати повний склад із 12 учасників, а також представляти мету Loona піднятися на вершину музичної сцени. Це також можна розглядати як посилання на вигаданий всесвіт LOONAverse (де за задумом живуть учасниці), оскільки всі 12 дівчат або 3 «світи» збираються разом. Billboard описав «Hi High» як «яскраву електро-поп-пісню, повну химерних ритмів і синтезаторів» із «бадьорим приспівом». Крім того, Billboard заявив, що «трек часто набирає і знижує оберти», що дозволяє підкреслити різні стилі співу та вокал кожної учасниці Loona.

## Критика
Корейська газета The Kpop Herald прокоментувала, що ця пісня «передає бадьору енергію гурту», медіа-компанія TenAsia так само охарактеризувала пісню як енергійну. У огляді альбому Хон Дам Йона в The Korea Herald зазначено, що «Hi High» має швидкий ритм із «жвавим темпом і вибуховим вокалом». Однак Хон розкритикував текст пісні як «великий недолік» через деякі «дурні рядки».
У 2022 році NME визнали пісню найкращою в дискографії Loona, назвавши її «бездоганним дебютним синглом». Вони додали, що «удосконалюючи мистецтво цього шипучого, високооктанового поп-звучання, дівчата мчать через всю пісню на шаленій швидкості, не залишаючи навіть найменшого місця для нудьги». Вони назвали пісню веселою, милою та всипаною «стриманим веселим (але геніальним) текстом». Вони завершили свій огляд коментарем про те, що «Hi High» — це просто та пісня, від якої кожного разу паморочиться голова від щастя.

## Комерційний успіх
«Hi High» посіла 11 місце в рейтингу продажів цифрових пісень США World Digital Songs Sales, ставши другим поспіль входженням Loona у цей чарт з моменту початку діяльності як повної групи.

## Музичне відео
Реліз пісні супроводжувався музичним відео, яке було знято продюсерською компанією Digipedi, яка також працювала над багатьма іншими попередніми музичними кліпами Loona, зокрема, над попереднім релізом «Favorite». У барвистому кліпі учасниці Loona, одягнені у шкільний одяг, бігають та танцюють. Наприкінці відео одна з дівчат, Хіджін, стрибає вгору до неба, що символізує почуття позитиву та ентузіазму. У відео також учасниці, одягнені в джинсовий одяг, виконують рутинну роботу у промисловому дворі, а в інших сценах дівчата бігають лугами, катаються на гойдалках і стрибають з дахів.
Відео набрало три мільйони переглядів на YouTube за три дні, а через вісім днів кількість переглядів перевищила 10 мільйонів. Станом на лютий 2024 року музичне відео «Hi High» має 38 мільйонів переглядів на YouTube.

## Чарти
| Чарт                  | Пікова позиція |
| --------------------- | -------------- |
| США World (Billboard) | 11             |

## Історія виходу
| Регіон | Дата           | Формат                        | Лейбл               |
| ------ | -------------- | ----------------------------- | ------------------- |
| Різні  | 20 серпня 2018 | Цифрове завантаження стримінг | Blockberry Creative |